# Сан летње ноћи (филм)
Сан летње ноћи (енгл. „A Midsummer Night's Dream“) је амерички филм из 1999, адаптација истоимене Шекспирове драме.

## Улоге
| Глумац           | Улога    |
| ---------------- | -------- |
| Мишел Фајфер     | Титанија |
| Кевин Клајн      |          |
| Руперт Еверет    | Оберон   |
| Стенли Тучи      | Пак      |
| Калиста Флокхарт | Хелена   |
| Ана Фрил         | Хермија  |
| Кристијан Бејл   | Деметриј |
| Доминик Вест     | Лисандар |
| Дејвид Стратерн  | Тезеј    |
| Софи Марсо       | Хиполита |